# Giorgio Ghezzi
Giorgio Ghezzi (ur. 10 lipca 1930 w Cesenatico, zm. 12 grudnia 1990 w Forlì), pseudonim "Kamikaze" – włoski piłkarz występujący na pozycji bramkarza i trener piłkarski.
Urodził się w Cesenatico w regionie Emilia-Romania. Karierę rozpoczął w Rimini Calcio FC, następnie grał dla takich klubów jak Modena FC i Inter Mediolan, broniąc dostępu do bramki Nerazzurrich w 191 meczach w rozgrywkach Serie A, Ligi Mistrzów i Pucharu Włoch. Zdobył scudetto w sezonie 1952/53 i 1953/54.
Pod koniec 1958 roku został sprzedany do Genui, by rok później grać dla największego rywala Interu – A.C. Milan, z którym ponownie sięgnął po mistrzostwo Serie A. 22 maja 1963 zdobył z A.C. Milan Puchar Europy w zwycięskim meczu z SL Benfica.
Zmarł 12 grudnia 1990 w wieku 60 lat.